# Nina Simone
|  | No s'ha de confondre amb Simone. |

Eunice Kathleen Waymon, més coneguda com a Nina Simone (Tryon, Carolina del Nord, 21 de febrer de 1933 - Carri lo Roet, França, 21 d'abril de 2003), va ser una cantant, compositora, pianista, arranjadora i activista estatunidenca del moviment afroamericà pels drets civils. Va utilitzar una àmplia gamma d'estils musicals, incloent-hi clàssics com el jazz, el blues, el folk, el Rhythm and blues, el gospel i el pop.
Nascuda a Carolina del Nord, aspirava a ser una pianista de concert. Amb l'ajuda d'uns amics de la seva ciutat natal de Tryon, Carolina del Nord, es va inscriure a la Juilliard School of Music de Nova York. 
La Waymon llavors va sol·licitar una beca per estudiar al prestigiós Curtis Institute of Music de Filadèlfia, però li van denegar malgrat haver fet una bona audició com a prova d'ingrés. La Waymon es va convèncer plenament que aquest rebuig havia estat degut exclusivament a la discriminació racial, tot i que ha estat una qüestió controvertida. Anys més tard, dos dies abans de la seva mort, el Curtis Institute of Music li va atorgar un grau honorífic. 
Per guanyar-se la vida, l'Eunice Waymon va canviar el seu nom a "Nina Simone". El canvi es va relacionar amb la seva necessitat d'amagar-se de membres de la seva família, a l'haver optat per tocar "la música del diable" o "piano còctel" en una discoteca d'Atlantic City (Nova Jersey). La discoteca li va dir que hauria de cantar amb el seu propi acompanyament, i això va ser l'origen de la seva carrera com a vocalista de jazz. 
Simone va gravar més de 40 àlbums, principalment entre 1958, quan va debutar amb Little Girl Blue i el 1974. Va tenir un gran èxit als Estats Units el 1958 amb I Loves You, Porgy. 
L'estil musical de la Simone va fusionar la música gospel amb el pop i amb la música clàssica, en particular Johann Sebastian Bach, i va crear un cant expressiu de jazz caracteritzat per la seva veu en contralt. 

## Biografia

### 1933-1954: els primers anys
Simone va néixer com a Eunice Kathleen Waymon a Carolina del Nord i va créixer a Tryon, Carolina del Nord. Era la sisena de vuit fills d'una família pobra i va començar a tocar el piano als tres anys; la primera cançó que va aprendre va ser God Be With You, Till We Meet Again. Demostrant un talent amb l'instrument, va actuar a la seva església local. Però el seu debut en un concert, un recital clàssic, el va fer quan tenia 12 anys. La Simone va dir més tard que durant aquesta actuació, els seus pares, que estaven a la primera fila, es van veure obligats a traslladar-se al fons de la sala per donar pas a gent blanca. Ella es va negar a tocar fins que els seus pares es van traslladar de nou al capdavant. L'incident va contribuir a la seva posterior participació en el moviment afroamericà pels drets civils. 
La mare de la Simone, Mary Kate Waymon (1902 - 30 d'abril de 2001), era una ministre metodista i treballava com a criada. El seu pare, en John Divine Waymon (1898 - 24 d'octubre de 1972), era un manetes que, alhora, tenia un negoci de neteja en sec, però també va sofrir episodis de malaltia. El professor de música de Simone va ajudar a establir un fons especial per pagar la seva educació. Amb l'ajuda d'aquests diners de la beca va poder assistir a l'Allen High School for Girls a Asheville, Carolina del Nord.
Després de la seva graduació, Simone va passar l'estiu de 1950 a la Juilliard School, com a estudiant del professor Carl Friedberg, preparant-se per una audició en el Curtis Institute of Music de Filadelfia. No obstant això, la seva sol·licitud va ser denegada. Com que la seva família s'havia traslladat a Filadèlfia a l'espera de la seva entrada a Curtis, el cop a les seves aspiracions va ser particularment dur i va sospitar que la seva sol·licitud havia estat denegada a causa de prejudicis racials. Desanimada, va prendre classes de piano privades amb Vladimir Sokoloff, professor de Curtis, però mai va tornar a presentar-se a la institució. Va treballar com a assistent de fotògraf i com a acompanyant a l'estudi vocal d'Arlene Smith i va ensenyar piano des de casa seva a Filadèlfia. 

### 1954-1959: primer èxit
Per finançar les seves lliçons particulars, la Nina Simone va actuar al Midtown Bar & Grill de Pacific Avenue, a Atlantic City. El propietari va insistir que cantés i toqués el piano alhora, i això li va suposar augmentar els seus ingressos a 90 dòlars per setmana. L'any 1954 va adoptar el nom artístic "Nina Simone". "Nina" era de niña, un sobrenom que li donava un xicot anomenat Chico, i "Simone" el va agafar de l'actriu francesa Simone Signoret, a la qual havia vist a la pel·lícula de 1952, Casque d'or. Sabent que la seva mare no aprovaria que toqués la "música del diable", ella va utilitzar el seu nou nom artístic per no ser descoberta. La barreja de jazz, blues i música clàssica en les seves actuacions al bar li van valer per crear una base de fans petita però lleial. 
El 1958 es va fer amiga i es va casar amb Don Ross, un beatnik que treballava com a venedor d'un recinte firal, però ràpidament es va penedir del seu matrimoni.  Tocant a petits clubs, en el mateix any va gravar I Loves You, Porgy de George Gershwin (de Porgy and Bess), que va aprendre d'un àlbum de Billie Holiday i el va interpretar com a favor a un amic. Es va convertir en el seu únic èxit de Billboard als Estats Units. I va aparèixer el seu primer àlbum Little Girl Blue a Bethlehem Records. Simone va perdre més de 1 milió de dòlars en drets d'autor (principalment per a la reedició de la seva cançó My Baby Just Cares for Me el 1980) i mai es va beneficiar econòmicament de les vendes de l'àlbum, ja que havia venut els seus drets de forma directa per tan sols 3.000 dòlars. 

### 1959-1964: la popularitat
Després de l'èxit de Little Girl Blue, Simone va signar un contracte amb Colpix Records i va gravar molts àlbums en estudi i en directe. Colpix va renunciar a tot el seu control creatiu, incloent la tria del material que es gravaria, a canvi de la signatura del contracte. Després del llançament del seu àlbum en viu Nina Simone at Town Hall, Simone es va convertir en una artista coneguda a Greenwich Village. Per aquesta època, Simone només va fer música popular per guanyar diners per continuar els seus estudis de música clàssica i li era indiferent tenir un contracte de gravació. Va mantenir aquesta actitud cap a la indústria discogràfica durant la major part de la seva carrera professional. 
Simone es va casar amb un detectiu de la policia de Nova York, Andrew Stroud, el 1961. Més tard es va convertir en el seu gerent i el pare de la seva filla Lisa, però ell va abusar de Simone psicològicament i físicament. 

### 1964-1974: l'era dels drets civils
El 1964, Simone va canviar la seva companyia discogràfica: de l'americana Colpix a l'holandesa Philips, que també va suposar un canvi en el contingut dels seus enregistraments. Sempre havia inclòs en el seu repertori cançons que es basaven en els seus orígens afroamericans (com Brown Baby d'Oscar Brown i Zungo de Michael Olatunji en el seu àlbum Nina at the Village Gate l'any 1962). En el seu àlbum de debut per Philips, Nina Simone in Concert (enregistrament en directe, 1964), per primera vegada va abordar obertament la desigualtat racial que prevalia als Estats Units amb la cançó Mississippi Goddam, la seva resposta a l'assassinat de Medgar Evers el 12 de juny de 1963 i a l'atemptat contra l'Església Baptista del 16th Street (carrer 16) el 15 de setembre de 1963 a Birmingham, Alabama, que va matar a quatre joves noies negres. Va remarcar que el títol i la cançó en si eren "com llançar-los-hi 10 bales", convertint-se en una de moltes altres cançons de protesta escrita per Simone. La cançó va aparèixer en un disc single, i va ser boicotejada en certs estats del sud. En concret, les còpies promocionals van ser destruïdes per una emissora de ràdio de Carolina i retornades a la discogràfica. Simone més tard va recordar com Mississippi Goddam era la seva "primera cançó de drets civils" i que la cançó va venir a ella "en una tempesta de fúria, odi i determinació". La cançó va ser un desafiament directe a les creences àmpliament sostingudes que les relacions racials podrien canviar gradualment i va demanar canvis més immediats, "jo i la meva gent no ens rendirem".Old Jim Crow, en el mateix disc, va dedicar-la a les Lleis de Jim Crow .
A partir d'aquest moment, un missatge de drets civils era habitual en el repertori de Simone, convertint-se en part de les seves actuacions en directe. Durant l'augment del seu activisme polític, el llançament de nous discos va disminuir. Simone va actuar i parlar en moltes reunions de drets civils, com en les Marxes de Selma a Montgomery. Simone va defensar la revolució violenta durant el període de drets civils, en lloc de l'enfocament no-violent de Martin Luther King i esperava que els afroamericans podrien formar un estat separat mitjançant la lluita armada. El seu missatge al públic va significar la transició de l'enfocament no-violent del canvi social que va ser defensat per Martin Luther King a l'estat més militant que va implementar Malcolm X i els associats del Moviment Nacionalista Negre. No obstant això, va escriure en la seva autobiografia que ella i la seva família consideraven que totes les races eren iguals. 
Simone va tornar a canviar de discogràfica i va passar de Philips a RCA Victor l'any 1967. Va cantar Backlash Blues, escrita per la seva amiga i líder de Renaixement Harlem, Langston Hughes, en el seu primer àlbum RCA, Nina Simone Sings the Blues (1967). A Silk & Soul (1967), va gravar I Wish I Knowed How It Would Feel Be Free i Turning Point de Billy Taylor. L'àlbum 'Nuff Said!(1968) conté enregistraments en directe de la Westbury Music Fair, el 7 d'abril de 1968, tres dies després de l'assassinat de Martin Luther King. Ella li va dedicar tota la seva actuació i va cantar Why? (The King Of Love Is Dead), una cançó escrita pel seu baixista, Gene Taylor, immediatament després que les notícies de la mort del rei els hagués arribat. L'estiu de 1969 va actuar al Festival Cultural de Harlem, al parc de Mount Morris de Harlem.
Juntament amb Weldon Irvine, Simone va convertir l'obra inacabada de Lorraine Hansberry To Be Young, Gifted and Black en una cançó de drets civils. Hansberry havia estat un amic personal que havia ajudat Simone a promoure la seva consciència social i política. Va tocar la cançó en directe a l'àlbum Black Gold (1970). Una gravació d'estudi va ser llançada com a disc senzill, i les interpretacions de la cançó van ser gravades per Aretha Franklin en el seu àlbum Young, Gifted and Black, de 1972 i també per Donny Hathaway. 

### 1974-1993: vida posterior
En una entrevista per a la revista Jet, Simone va declarar que la seva polèmica cançó Mississippi Goddam va perjudicar la seva carrera. Va afirmar que la indústria musical va boicotejar els seus discos. Ferida i decebuda, Simone va abandonar els EUA el setembre de 1970, volant a Barbados i esperant que el seu marit es comuniqués amb ella quan hagués de tornar a actuar. No obstant això, Stroud va interpretar la sobtada desaparició de Simone, i el fet que havia deixat el seu anell de noces, com a indicació del desig d'un divorci. Com a representant, Stroud estava a càrrec dels ingressos de Simone.
Simone va gravar el seu darrer àlbum per a RCA, It Is Finished, el 1974, i no va fer un altre disc fins 1978, quan va ser persuadida d'entrar a l'estudi de gravació per Creed Taylor, propietari de CTI Records. El resultat va ser l'àlbum Baltimore, que tot i que no va ser un èxit comercial, va ser bastant ben rebut per la crítica i va marcar un renaixement artístic a la carrera discogràfica de Simone. La tria de material va mantenir el seu eclecticisme, que va des de cançons espirituals fins a Rich Girl de Hall & Oates. Quatre anys més tard, Simone va gravar Fodder on My Wings en un segell francès.
Durant la dècada de 1980, Simone va actuar regularment al Ronnie Scott's Jazz Club de Londres, on va gravar l'àlbum Live at Ronnie Scott's l'any 1984. Tot i que el seu primer estil a l'escenari podia semblar altiu i distant, en anys posteriors Simone va semblar gaudir implicant-se amb les seves audiències, a vegades explicant anècdotes humorístiques relacionades amb la seva carrera i atenent sol·licituds dels espectadors. L'any 1987, l'enregistrament original de 1958 de My Baby Just Cares for Me va ser usada en un anunci per al perfum Chanel No. 5 a Gran Bretanya. Això va portar a una relectura de l'enregistrament, que va arribar al número 4 a la taula de senzills NME del Regne Unit , augmentant la seva popularitat en aquest país.
Quan Simone va tornar als Estats Units, es va assabentar que s'havia emès una ordre judicial per a la seva detenció per impostos no pagats (com a una protesta contra la participació del seu país a la guerra del Vietnam ), i va tornar a Barbados per fugir de les autoritats i la fiscalia. Simone es va quedar a Barbados força temps i va tenir una llarga relació amb el primer ministre, Errol Barrow. Una amiga íntima, la cantant Miriam Makeba, la va persuadir d'anar a Libèria. Més tard, va viure a Suïssa i als Països Baixos, abans d'instal·lar-se a França el 1993. Durant una actuació de 1998 a Newark va anunciar: "Si vens a veure'm de nou, has de venir a França, perquè jo no tornaré". 
Nina Simone va publicar la seva autobiografia I Put a Spell on You el 1992. Va gravar el seu últim àlbum, A Single Woman, el 1993, on es va representar com la "dona soltera". Va continuar la seva gira durant la dècada de 1990, però poques vegades va viatjar sense un seguici. Durant la darrera dècada de la seva vida, Simone havia venut més d'un milió de discos, convertint-se en un best-seller mundial.

### 1993-2003: malaltia i mort
Nina Simone havia estat diagnosticada amb un trastorn bipolar a la fi dels anys vuitanta. El 1993 es va establir a prop d'Ais de Provença, al sud de França. Va patir càncer de mama diversos anys abans de morir a la seva casa a Carry-le-Rouet (Boques del Roine) el 21 d'abril de 2003. El seu funeral va comptar amb la presència de cantants com Miriam Makeba i Patti LaBelle, la poetesa Sonia Sanchez, l'actor Ossie Davis, l'actriu Ruby Dee i altres. Les cendres de la Nina Simone es van dispersar en diversos països africans. 
La seva filla Lisa Celeste Stroud, actriu i cantant, que va prendre el nom artístic de Nina Simone, ha aparegut entre d'altres llocs a Broadway al musical Aida. 

## Personalitat
Nina Simone era coneguda pel seu temperament i esclats de geni freqüents. El 1985, va disparar una arma a un executiu de la companyia discogràfica, a qui va acusar de robar-li drets d'autor. Simone va dir que "va intentar matar-lo" però "va fallar". L'any 1995 va disparar i va ferir al fill de la seva veïna amb una pistola d'aire després que la rialla del noi va distreure la seva concentració. Segons un biògraf, Simone va prendre medicació per a una malaltia des de mitjans dels anys seixanta. Aquest fet només va ser conegut per un petit grup de persones properes, i es va mantenir en secret durant molts anys, fins que la biografia Break Down and Let It All Out escrita per Sylvia Hampton i David Nathan ho va revelar el 2004, després de la seva mort. La compositora Janis Ian, antiga amiga de Simone, va descriure a la seva pròpia autobiografia, Child's Society: My Autobiography, dues anècdotes: un incident en què va obligar a un caixer d'una sabateria, a punta de pistola, a acceptar la devolució d'un parell de sandàlies que ja havia usat i un altre en el qual Simone li va exigir a Ian un pagament a canvi d'haver gravat una de les cançons d'Ian.

## Estil musical

### Els estàndards de la Nina Simone
Al llarg de la seva carrera, Simone va reunir una col·lecció de cançons que després es convertirien en estàndards en el seu repertori. Algunes eren cançons que va escriure ella mateixa, altres eren nous arranjaments d'altres autors i la resta havien estat escrites especialment per la cantant. La seva primera cançó d'èxit a Amèrica va ser la seva interpretació de George Gershwin I Loves You, Porgy (1958). Va arribar al número 18 a la llista de singles pop i al número 2 a la llista de singles negres. Durant aquest mateix període, Simone va gravar My Baby Just Cares for Me, que es convertiria en el seu major èxit anys més tard, el 1987, després d'aparèixer en un anunci de perfum Chanel No. 5 l'any 1986. Aardman Animations també va crear un video musical. Les cançons conegudes dels seus àlbums de Philips inclouen Don't Let Me Be Misunderstood a Broadway-Blues-Ballads (1964), I put a spell on you, Ne me quitte pas (una interpretació d'una cançó de Jacques Brel) i Feeling Good a l'àlbum I Put a Spell on You (1965), Lilac Wine i Wild Is the Wind a l'àlbum del mateix nom (1966). 
Do not Let Me Be Misunderstood, Feeling Good i Sinner Man (de l'àlbum Pastel Blues, 1965) han seguit sent populars en termes de versions de portada (més notablement una versió de la cançó de The Animals) i el seu ús en bandes sonores per a diverses pel·lícules, sèries de TV i videojocs. Sinner Man ha estat present a las sèries de televisió Scrubs, Persona d'interès, The Blacklist, Sherlock i Vinyl, així com en pel·lícules com The Thomas Crown Affair, Miami Vice i Inland Empire, i gravada per artistes com Talib Kweli i Timbaland . La cançó Do not Let Me Be Misunderstood va ser versionada per Devo Springsteen a Misunderstood de l'àlbum de Common Finding Forever (2007), i també pels poc coneguts productors Rodnae i Mousa per la cançó Do not Get It a l'album de Lil Wayne de 2008 Tha Carter III. Sea Lion Woman va ser versionada per Kanye West per Bad News en el seu àlbum 808s & Heartbreak. La representació de Strange Fruit de 1965, originalment enregistrada per Billie Holiday, va ser gravada per Kanye West per Blood on the Leaves en el seu àlbum Yeezus .
Els anys de Simone a RCA-Victor van generar una sèrie de cançons i d'àlbums molt populars, sobretot a Europa. El 1968, va ser Ain't Got No, I Got Life, una medley del musical Hair de l'àlbum 'Nuff Said!(1968) que es va convertir en un èxit sorprenent per a Simone, arribant al número 4 de la llista de senzills del Regne Unit i introduint-la a un públic més jove. L'any 2006 va tornar a la llista Regne Unit Top 30 en una versió remesclada per Groovefinder.
El següent senzill, una interpretació de l'obra de Bee Gees To Love Somebody, també va arribar als 10 millors del Regne Unit el 1969. The House of the Rising Sun va aparèixer a Nina Simone Sings the Blues l'any 1967, però Simone havia enregistrat la cançó el 1961 i va aparèixer a Nina at the Village Gate (1962), anterior a les versions de Dave Van Ronk i Bob Dylan. Va ser gravada posteriorment per The Animals, convertint-se en un èxit.

### Estil d'interpretació
La presència escènica de Simone va obtenir el títol de "High Priestess of Soul (alta sacerdotessa del soul)". Era una pianista, cantant i intèrpret, "per separat, i simultàniament". Com a compositora i arranjadora, Simone es va moure pel gospel, el blues, el jazz i el folk, i a números amb estil clàssic europeu. A més d'utilitzar el contrapunt, estil de Johann Sebastian Bach, va convocar el particular virtuosisme del repertori romàntic de piano del segle xix Chopin, Liszt, Rachmaninoff i altres. A l'escenari, va incorporar monòlegs i diàlegs amb l'audiència, i sovint usava el silenci com a element musical. Durant la major part de la seva vida i carrera discogràfica, va ser acompanyada pel percussionista Leopoldo Fleming i el guitarrista i director musical Al Schackman. 

## Reputació crítica
Simone és considerada com una de les artistes musicals més influents del segle xx. Segons Rickey Vincent, va ser una artista pionera la carrera del qual es caracteritzava per "adaptar-se a la indignació i el geni de la improvisació". En assenyalar la seva composició de Mississippi Goddam, Vincent afirma que Simone va trencar el motlle, tenint el coratge com "una artista musical negra establerta per trencar amb les normes de la indústria i produir comentaris socials directes en la seva música durant els primers anys seixanta". 
En nomenar a Simone el 29è gran cantant de tots els temps, la revista Rolling Stone va escriure que "el seu crit de mel, lleugerament adenoidal, era una de les veus més afectives del moviment dels drets civils", fent notar "la seva habilitat d'interpretar el blues de club, el cabaret croon i explorar el jazz, a vegades tot en un mateix disc". En opinió de Mark Deming, de AllMusic, va ser "una de les vocalistes més talentoses de la seva generació, i també una de les més eclèctiques".  Creed Taylor, que va anotar les notes del disc Baltimore (1978), va dir que la cantant posseïa una "intensitat magnífica" que "converteix tot, fins i tot la frase o lletra més senzilla, en un missatge radiant i poètic". 
Per contra, Robert Christgau va argumentar que la "predilecció per l'avorriment de Simone fa que la seva intensitat sigui tan falsa com els seus melismes i la seva pronunciació (apartat't, Inspector Clouseau) i el desgast de les seves improvisacions vocals". Pel que fa a la seva manera de tocar el piano, va definir Simone com
una interpret de nivell mitjà ... els rotllos histriònics insereixen emoció poc convincent en una cançó". 

## Premis i reconeixement
Simone va rebre el 2000 un premi Grammy per la seva interpretació de I Loves You, Porgy. També va rebre 15 nominacions als premis Grammy. En el Dia de la Bondat Humana de 1974 a Washington, DC, més de 10.000 persones van retre homenatge a Simone. Simone va rebre dos graus honoris causa en música i humanitats, per la Universitat de Massachusetts (Amherst) i pel Malcolm X College. Després que li concedissin aquests honors, preferia ser anomenada "Dra. Nina Simone".
Dos dies abans de la seva mort, Simone va ser guardonada amb un títol honorífic pel Curtis Institute of Music, l'escola de música que s'havia negat a admetre-la com a estudiant al començament de la seva carrera professional. 

## Llegat i influència

### Música
La relació de músics que ha citat Simone com a important per a la seva formació musical inclou a Elton John (que va nomenar un dels seus pianos amb el seu nom), Madonna , Aretha Franklin, Adele, David Bowie, Emeli Sandé, Antony and the Johnsons, Dianne Reeves, Sade, Beyoncé, Janis Joplin, Nick Cave, Van Morrison, Christina Aguilera, Elkie Brooks, Talib Kweli, Mos Def, Kanye West, Lena Horne, Bono, John Legend, Elizabeth Fraser, Cat Stevens, Anna Calvi, Lykke Li, Peter Gabriel, Maynard James Keenan, Cedric Bixler-Zavala, Mary J. Blige, Fantasia Barrino, Michael Gira, Angela McCluskey, Lauryn Hill, Patrice Babatunde, Alicia Keys, Lana Del Rey, Hozier, Matt Bellamy, Ian MacKaye, Kerry Brothers, Jr., Krucial, Amanda Palmer, Steve Adey i Jeff Buckley. John Lennon va citar la versió de Simone de I Put a Spell on You com a font d'inspiració per a la cançó Michelle de The Beatles. 
La música de Simone ha estat present en bandes sonores de diverses pel·lícules i videojocs, incloent, entre d'altres, La Femme Nikita (1990), Point of No Return (1993), The Big Lebowski (1998), Notting Hill (1999), Any Given Sunday (1999), The Thomas Crown Affair (1999), Disappearing Acts (2000), Six Feet Under (2001), The Dancer Upstairs (2002), Before Sunset (2004), Cellular (2004), Inland Empire(2006) , Miami Vice (2006), Sexo en Nueva York (2008), The World Unseen (2008), Revolutionary Road (2008), Home (2008), Watchmen (2009), The Saboteur (2009), Repo Men (2010) i Beyond the Lights(2014). Sovint la seva música s'utilitza en remix , anuncis i sèries de televisió, incloent Feeling Good, que va agafar importància a la promoció de la quarta temporada de Six Feet Under (2004). "Take Care of Business" de Simone és el tema final de The Man from U.N.C.L.E. (2015) i la versió de Stars de Janis Ian sona durant els últims moments del final de la tercera temporada de BoJack Horseman (2016).

### Pel·lícula
El documental Nina Simone: La légende (La llegenda) es va fer en la dècada de 1990 per cineastes francesos, basat en la seva autobiografia I Put a Spell on You. Compta amb actuacions en directe en diferents períodes de la seva carrera, entrevistes amb familiars, diverses entrevistes amb Simone quan vivia als Països Baixos i també durant un viatge al seu lloc de naixement. Una part de les imatges de The Legend va ser presa d'un documental biogràfic anterior de 26 minuts de Peter Rodis, de 1969, i titulat simplement Nina. El seu espectacle de 1976 filmat al Montreux Jazz Festival està disponible en vídeo per cortesia d'Eagle Rock Entertainment i es projecta anualment a la ciutat de Nova York en un esdeveniment anomenat "The Rise and Fall of Nina Simone: Montreux, 1976", comissariat per Tom Blunt. 
Les imatges de Simone cantant Mississippi Goddam davant 40.000 persones al final de les marxes de Selma a Montgomery es poden veure en el documental de 1970 King: A Filmed Record ... Montgomery a Memphis i el documental de Liz Garbus de 2015, What Happened, Miss Simone?.
A finals de 2005 es va prendre cos la idea de fer una pel·lícula biogràfica de Simone, basant-se en l'autobiografia de Simone I Put a Spell on You (1992) i centrant-se en la seva relació en la vida eterna amb el seu assistent, Clifton Henderson, que va morir el 2006. La filla de Simone, Simone Kelly, va refutar l'existència d'una relació romàntica entre Simone i Henderson, a causa de l'homosexualitat d'ell. Cynthia Mort, guionista de Will & Grace i Roseanne, va escriure el guió i va dirigir la pel·lícula, Nina, que protagonitza Zoe Saldana. Al maig de 2014, la pel·lícula es va mostrar a possibles distribuïdors al Festival de Cannes.
El 2015 es van publicar dos documentals sobre la vida i la música de Simone. El primer, dirigit per Liz Garbus, What Happened, Miss Simone? va ser produït en cooperació amb "Simone's estate" i la seva filla, que també va ser productora executiva de la pel·lícula. La pel·lícula es va produir com a contrapunt a la pel·lícula no autoritzada de Cynthia Mort, i va comptar amb imatges no publicades prèviament. Es va estrenar al Festival de Cinema de Sundance el gener de 2015 i va ser distribuïda per Netflix el 26 de juny de 2015. Va ser nominada el 14 de gener de 2016 per obtenir un Premi de l'Acadèmia 2016 al Millor Documental. 
L'increïble Nina Simone és una pel·lícula independent, escrita i dirigida pel cineasta documental Jeff L. Lieberman, i es va estrenar en més de 100 cinemes el 2015. El director va consultar inicialment amb la filla de Simone abans de fer-la i, en canvi, va treballar estretament amb els germans de Simone, sobretot amb Sam Waymon. La pel·lícula va debutar als cinemes a l'octubre de 2015 i des de llavors s'ha projectat a més de 100 cinemes a 10 països. 

### Drama
Simone és la protagonista de Nina: Una història sobre mi i la Nina Simone, un espectacle d'una sola dona realitzat per primera vegada el 2016 al Unity Theatre de Liverpool, un "espectacle profundament personal i sovint inspirador inspirat en la cantant i activista Nina Simone", i que al juliol de 2017 es va presentar al Young Vic, abans de ser programat al Traverse Theatre a Edimburg. 

### Llibres
A més de la seva autobiografia de 1992 I Put a Spell on You (1992), escrit amb Stephen Cleary, Simone ha estat objecte de diversos llibres. Inclouen Nina Simone: Do not Let Me Be Understood (2002) de Richard Williams; Nina Simone: Break Down and Let It Out Out (2004) de Sylvia Hampton i David Nathan; Princess Noire (2010) de Nadine Cohodas; Nina Simone (2004) de Kerry Acker; Nina Simone, Black és el color (2005) d'Andy Stroud; i què va passar? Miss Simone? (2016) d' Alan Light.

### Honors
El 2002, la ciutat de Nijmegen, Holanda, va dedicar-li un carrer, la Nina Simone Straat. Havia viscut a Nijmegen entre 1988 i 1990. El 29 d'agost de 2005, la ciutat de Nijmegen, la sala de concerts De Vereeniging i més de 50 artistes (entre els quals hi havia Frank Boeijen, Rood Adeo i Fay Claassen) honrà a Simone amb el concert d'homenatge Salutacions de Nijmegen.
Simone es va incorporar al Saló de la Fama de la música de Carolina del Nord el 2009. 
El 2010, es va erigir una estàtua en honor seu a Trade Street a Tryon, la seva ciutat natal. 

## Discografia essencial
- 1957: Nina Simone and Her Friends (Bethlehem)
- 1959: Nina Simone at Town Hall [live] (Colpix)
- 1959: The Original Nina Simone (Bethlehem)
- 1962: Nina Simone at the Village Gate (Roulotte)
- 1963: Nina Simone at Carnegie Hall [live] (Colpix)
- 1964: Nina Simone in Concert [live] (Philips)
- 1966: Nina Simone Sings the Blues	 (RCA)
- 1966: High Priestess of Soul	(Philips)